# Leïla Lacan
Leïla Lonodji Lucie Lacan (Rodez, 2 giugno 2004) è una cestista francese.

## Carriera
Nel 2024 è stata convocata dalla nazionale francese per le Olimpiadi di Parigi, in cui ha vinto la medaglia d'argento, perdendo la decisiva finale contro gli Stati Uniti per 66-67.

## Palmarès
- Campionato francese: 1

Basket Landes: 2024-2025